# عمر کلول
عمر کلول (به کردی: عومه‌ر کڵۆڵ) سیاستمدار کرد اهل عراق و بنیانگذار حزب خران کردستان عراق است.

## زندگی
عمر کلول با استفاده از نماد مظلومیت خر جمعیت خران کردستان و حزب خران خامنه ای را در سال ۱۹۷۹ تأسیس کرد. وی رهبر اصلی این حزب بودند و دربارهٔ مظلومیت خر و درندگی شیر، به ظالم‌پروری و چاپلوسی بسیاری از مردم در برابر رؤسا، مقام‌های بالا یا اشراف اشاره کرده و اینکه برخی از مردم از افراد مظلوم یا بی‌آزار سوءاستفاده کرده و بر گردهٔ آنها نیز سوار می‌شوند و در این باره نیز نام مرسوم «شیردل» را با «خَردِل» (که استفاده نمی‌شود) مقایسه می‌کند. او فکر می‌کند اگر همه مردم مثل خر زندگی می‌کردند دیگر هیچ‌کس، دیگری را نمی‌کشت. جمعیت خران کردستان در روز ۲۲ اوت سال ۲۰۰۵ از سوی وزارت کشور مجوز قانونی دریافت کرد.
وی شعرهای بسیاری را نیز دربارهٔ خر سروده‌است:
| ای خر من و تو هر دو همدردیم |  | هر دو گرفتار دست نامردیم     |
| حال امروز من شاد و آزادم    |  | برایت در تلاشم نرفتی از یادم |

وی در این راه بسیار مورد تمسخر قرار گرفته و آزارها بسیاری نیز دیده‌است. عمر کلول در سال ۲۰۱۲ از رهبری این حزب دست کشید.

## اقدامات
با تلاش عمر کلول و در آوریل سال ۲۰۱۲، برای قدردانی از تلاش‌های خرها در مبارزه کردها علیه رژیم عربی سوسیالیستی بعث صدام حسین، شهرداری سلیمانیه دو مجسمه خر را در پارک‌های اصلی شهر قرار داد که در ۲۴ام همان ماه خبر حمله به یکی از مجسمه‌های برنز نیز منتشر شد.